# Penaruban (Kaligondang)
Penaruban is een bestuurslaag in het regentschap Purbalingga van de provincie Midden-Java, Indonesië. Penaruban telt 4534 inwoners (volkstelling 2010).